# Setra S 315 NF
Der Setra S 315 NF ist ein Niederflurbus der Marke Setra, der nach dem Verkauf des Omnibusbaus der Kässbohrer Fahrzeugwerke an die Daimler-Benz AG aus dem Hause EvoBus verkauft wurde. Er wurde unter der Produktgruppe „MultiClass 300“ angeboten. Das Fahrzeug wurde zum Bus of the Year 1997 gewählt.
Das NF im Namen steht für Niederflur. Der S 315 NF wurde im ÖPNV-Linienverkehr eingesetzt. 2006 wurde die Produktion des S 315 NF zu Gunsten seines Nachfolgers S 415 NF eingestellt. Mittlerweile wurde der S 315 NF größtenteils durch neuere Busse wie dem Mercedes-Benz Citaro, den MAN Lion’s City, den Setra S 415 NF oder dem Iveco Crossway ersetzt. Neben den Niederflurvarianten gab es auch eine Hochflurvariante des Busses, die die Bezeichnung S 315 UL trägt. Eine Variante mit drei Achsen und 14,47 m Länge wurde unter den Modellbezeichnung S 319 NF angeboten.

## Verwandte Bustypen

### Hochboden-Versionen
- Setra S 313 UL – 11-Meter-Variante (2 Achsen)
- Setra S 315 UL – 12-Meter-Variante (2 Achsen)
- Setra S 316 UL – 13-Meter-Variante (2 Achsen)
- Setra S 317 UL – 14-Meter-Variante (3 Achsen)
- Setra S 319 UL – 15-Meter-Variante (3 Achsen)
- Setra SG 321 UL – 18-Meter-Gelenkbus-Variante (3 Achsen)

### Niederflur
- Setra S 300 NC – 12-Meter-Stadtbus-Variante (2 Achsen, dreitürig), Baujahr 1989–1995
- Setra S 319 NF – 14½-Meter-Variante (3 Achsen, teilweise mit zusätzlicher Tür hinter den hinteren Achsen), Baujahr 1997–2006